# Conrad I. Zenger
Conrad I. Zenger lebte um 1271. Er war vermählt mit Tuta von Schönstein. Er gilt als der Stammvater des Geschlechtes der Zenger.

## Familie
Die folgenden frühesten Erwähnungen der Zenger sind nicht gesichert. 948 wurde eine Frau Wolfhild Zenger erwähnt, die ihren Ehemann Jacob von Sandizell auf das Turnier zu Costnitz oder Constanz begleitete. Von einem Otto Zenger von Zangenstein wurde 1099 berichtet, dass er eine ewige Lampe in der Kirche zu Kätzelsdorf gestiftet habe. Nach schriftlichen Zeugnissen wurde die Burg Zangenstein aber erst im 14. Jahrhundert gegründet. Haimeran und Wolfgang Zenger wurden für 1230 erwähnt und Conrad und Otto Zenger für 1238.
Conrad I. gilt als der Stammvater des Geschlechts der Zenger. Er ist der erste Zenger, der urkundlich zuverlässig bezeugt ist.
Die Eltern Conrads I. sind unbekannt.
Die Kinder Conrads I. waren:
- Ortlieb I. lebte um 1282.
- Otto I. wurde 1271, 1272, 1282 erwähnt. Er starb vor 1288. Er war Burgmann auf der Burg Murach unter Herzog Ludwig dem Strengen.
- Wolfhart I. lebte um 1282. Er war Pfleger zu Sternstein.
- Adelheid lebte vor 1299. Sie war verheiratet mit Heinrich Geiganter.
- Heinrich I. wurde 1271, 1272 erwähnt. Er war Burgmann auf der Burg Murach unter Herzog Ludwig dem Strengen.[2]

Für das Jahr 1299 wird ein Rudiger Zenger erwähnt, der vielleicht ein Bruder Conrads war.
Die Söhne Conrads I. Ortlieb I., Wolfhart I. und Heinrich I. begründeten je eine Linie. Die Linie Ortliebs starb im 14. Jahrhundert aus, die Linie Wolfharts im 16. Jahrhundert und die Linie Heinrichs im 17. Jahrhundert.

## Stammsitz und Besitz
Der Stammsitz Conrads I. ist unbekannt. Es gibt darüber verschiedene Meinungen: Nimmt man für Burg Zangenstein an, das die im 14. Jahrhundert durch Otto Zenger erbaute Burg Zangenstein eine Vorläuferburg hatte, für die Otto Zenger von Zangenstein 1099 erwähnt wurde, kommt diese als ursprünglicher Stammsitz in Betracht.
Die Veste Nabburg bestand schon im 11. Jahrhundert. Sie käme als ein Stammsitz der Zenger in Frage.
Eine andere Meinung nimmt Schloss Fronhof, das bereits im ältesten, gegen Ende des 14. Jahrhunderts verfassten, leuchtenbergischen Lehenbuch erwähnt wurde, als Stammsitz der Zenger an.